# Hroznatovci
Hroznatovci jsou starý český panský rod, od kterého svůj původ odvozují páni z Gutštejna, páni z Vrtby a jiní. Jméno rodu získali dodatečně v 19. století podle nejvýznamnějšího člena rodu, blahoslaveného Hroznaty. Jméno rodu označovalo velmože, rytíře, hrabata, kteří užívali jednotný erb tří paroží v různých barevných variacích.

## Historie
K nejstarším členům rodu patřili Vilém a Heřman, kteří se s českým knížetem  Svatoplukem podíleli na vyvraždění Vršovců v roce 1108. Jejich předkem byl snad Heřman (Hermannus), který vykonal roku 1124 pouť do Jeruzaléma. 
Heřman měl syny Hroznatu a Sezemu.  
Hroznata podnikl roku 1152 pouť do Svaté země s dary po zemřelém Jindřichu Zdíkovi, dále byl roku 1169 kastelánem v Kladsku, a měl syny Meška a Hroznatu z Peruce, zvaného „Kadeřavý“ (Crispus), který byl rovněž komorníkem.
Sezema byl komorníkem české královny Judity, plzeňský kastelán, ženatý s Dobroslavou z rodu Drslaviců. Zemřel roku 1179 v bitvě u Loděnice. Sezema měl syna Sezemu, jeho potomky se rod rozvětvil na pány z Gutštejna, pány z Frumštejna, pány z Fusperka, pány z Běle, pány z Vrtby a pány z Nekmíře. Jedním z dalších synů byl Arnošt, jehož potomky byli páni z Kounic a páni z Choustníku.

## Erb
Ve zlatém štítě měli troje černé jelení paroží.

## Příbuzenstvo
Sňatky se spojili s Drslavici a Černíny.